# Vanduser
Vanduser és una població dels Estats Units a l'estat de Missouri. Segons el cens del 2000 tenia 217 habitants.

## Demografia
Segons el cens del 2000, Vanduser tenia 217 habitants, 84 habitatges, i 58 famílies. La densitat de població era de 644,5 habitants per km².
Dels 84 habitatges en un 35,7% hi vivien nens de menys de 18 anys, en un 48,8% hi vivien parelles casades, en un 15,5% dones solteres, i en un 29,8% no eren unitats familiars. En el 27,4% dels habitatges hi vivien persones soles el 15,5% de les quals corresponia a persones de 65 anys o més que vivien soles. El nombre mitjà de persones vivint en cada habitatge era de 2,58 i el nombre mitjà de persones que vivien en cada família era de 3,15.
Per edats la població es repartia de la següent manera: un 23,5% tenia menys de 18 anys, un 9,7% entre 18 i 24, un 29% entre 25 i 44, un 24% de 45 a 60 i un 13,8% 65 anys o més.
L'edat mediana era de 38 anys. Per cada 100 dones de 18 o més anys hi havia 82,4 homes.
La renda mediana per habitatge era de 25.417 $ i la renda mediana per família de 27.292 $. Els homes tenien una renda mediana de 23.750 $ mentre que les dones 14.531 $. La renda per capita de la població era de 10.351 $. Entorn del 14,5% de les famílies i el 18% de la població estaven per davall del llindar de pobresa.

## Poblacions més properes
El següent diagrama mostra les poblacions més properes.